# Volvo 7900A
A Volvo 7900A típusú városi/helyközi autóbuszai a lengyelországi Wrocławban készülnek. Szóló változata a Volvo 7900.
A járműveket 3 és 4 ajtóval gyártják. A három ajtós busszal 123, a négy ajtóssal 127 utas szállítható.

## Magyarországon

### Budapesten
A személyszállítási szolgáltatásokról szóló, 2012-ben elfogadott törvény és a vonatkozó uniós rendelet alapján a BKV belső szolgáltatónak minősül, és 2013. május 1-jétől Budapesten kívül nem láthat el közszolgáltatási feladatokat.
Éppen ezért a szolgáltatást megrendelő BKK az agglomerációs járatok üzemeltetését átadta a Volánbusznak, akik a feladat ellátására 61 db Volvo 7900A busz mellett 106 db MAN Lion's City-t is rendeltek.
2016. november 1-jétől a Nemzeti Fejlesztési Minisztérium rendeli meg a szolgáltatást a Volánbusztól, a BKK felügyelete alatt csak a forgalomirányítás és az utastájékoztatás maradt.
2016 decemberében 4 darab Volvo 7900A buszt a Volánbusz a helyközi járatokra csoportosított át, melyeket sárgára is festenek.
A budapesti vonalakon 23 darab Volvo busz közlekedik:
| Város             | Buszjáratok                     |
| ----------------- | ------------------------------- |
| Gyál              | 55, 84E, 89E, 94E, 294E         |
| Pécel             | 169E 956                        |
| Szigetszentmiklós | 38, 38A, 238, 278, 279, 280 938 |

2020 őszétől a járművek egy része fokozatosan lecserélésre kerül a budapesti agglomerációs járatokon, helyüket 30 db Mercedes-Benz Conecto G NG típusú autóbusz veszi át. A lecserélt Volvo 7900A járművek más városokban fognak közlekedni, az első leváltott adag (9 db) Debrecenbe került, további 15 db Szigethalomra és 8 db Érdre, 2 Pécelre.

### Pécsett

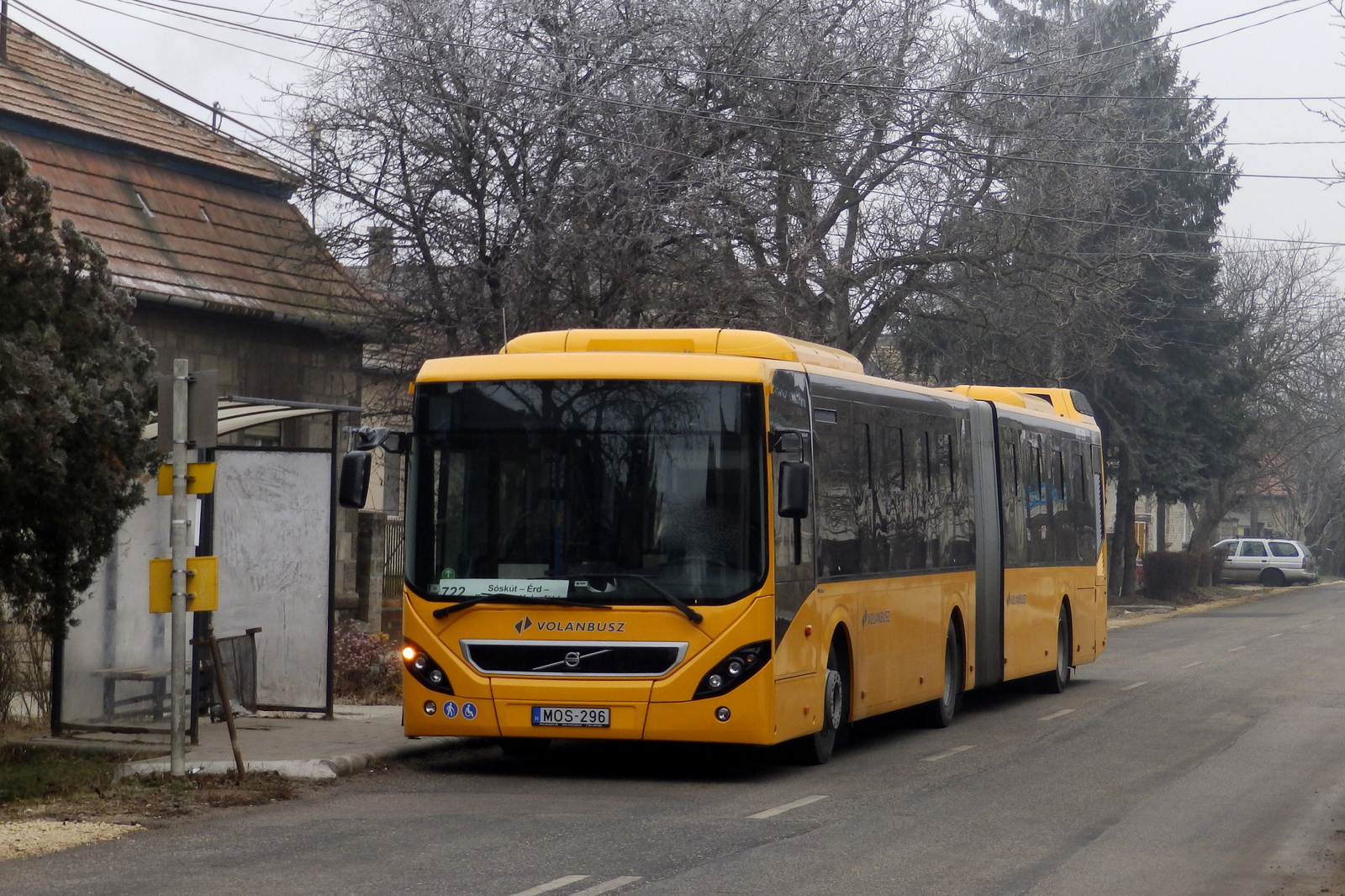
A Volánbusz átfestett Volvo 7900A busza 2016 decemberében

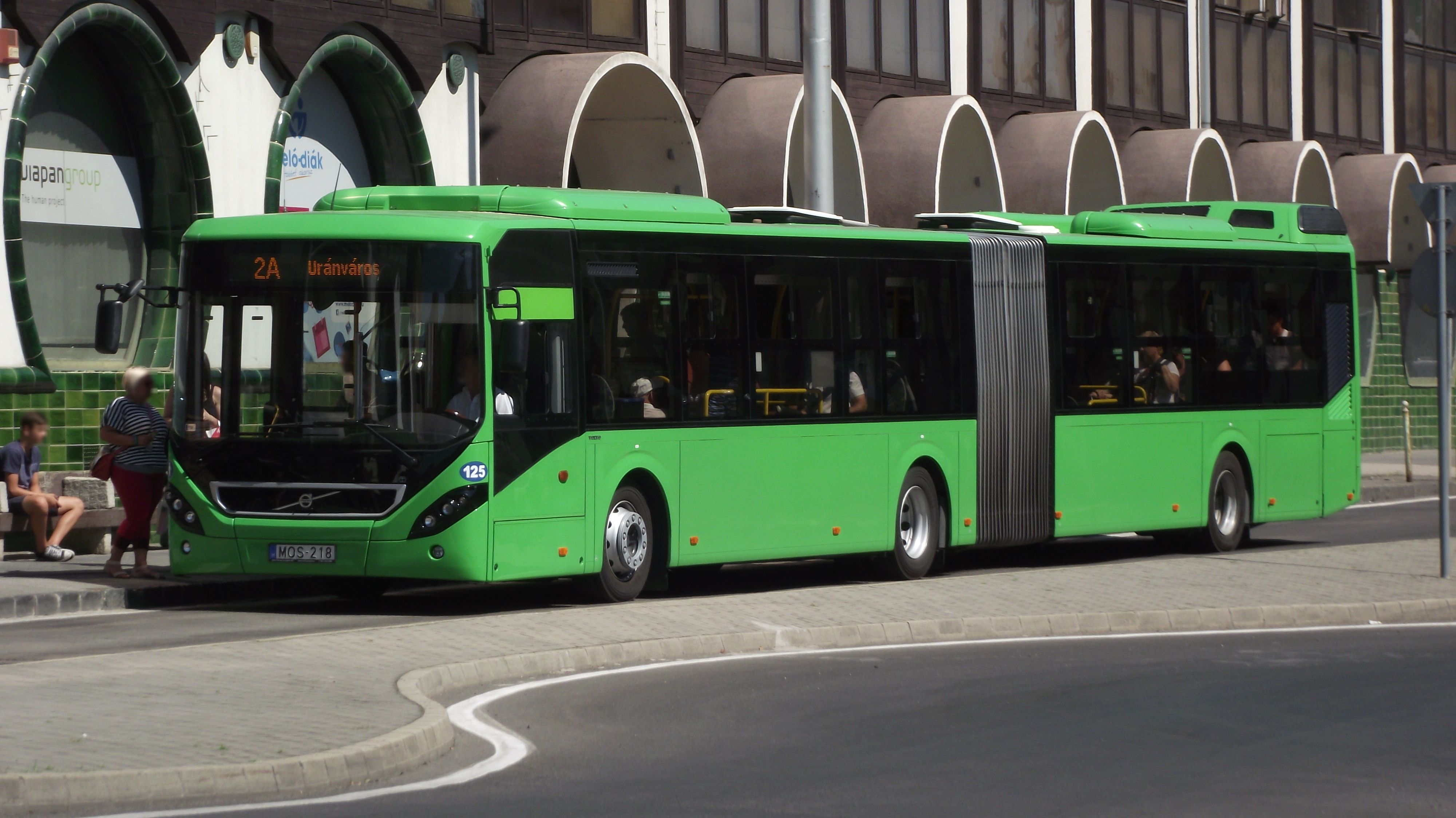
Pécsi Volvo 7900A

A pécsi Tüke Busz Zrt. által meghirdetett „Pécsi buszcsereprogram”-ban 5 darab Volvo 7900A típusú autóbusz került a Baranya megyei városba.

### Volvo 7900A Hybrid
2014-ben a BKK további járatokat szervezett ki, tendert hirdetett hibrid csuklós buszokra. A tendert a T&J Busz Projekt Kft. nyerte, amely 28 db hibrid buszt vett a szolgáltatás teljesítésére. A buszok párhuzamos hibrid rendszerrel szereltek, így 15–20 km/h-s sebességig villanymotor segítségével indulnak ki a megállóból, aminek köszönhetően az indulás zaj- és füstmentes lesz, ezzel is csökkentve a belvárosi vonalak légszennyezettségét. Ennek a technológiának köszönhetően akár 25-35%-kal kevesebb üzemanyagot égethetnek el a buszok hagyományos, csak dízelmotorral szerelt járművekhez képest.
Az első darab 2015. január 17-én állt forgalomba a 7-es vonalon. A BKK felmondta a szerződést a T&J Busz Projekt Kft.-vel, offshore gyanú miatt.
Az összesen 28 darab busz az utolsó napokban az alábbi vonalakon közlekedett: 5, 7, 9, 32.

2017. január 17-én, kivonásuk után közel fél évvel, a T&J Busz Projekt Kft. beállította Gödöllő térségében a járműveket.

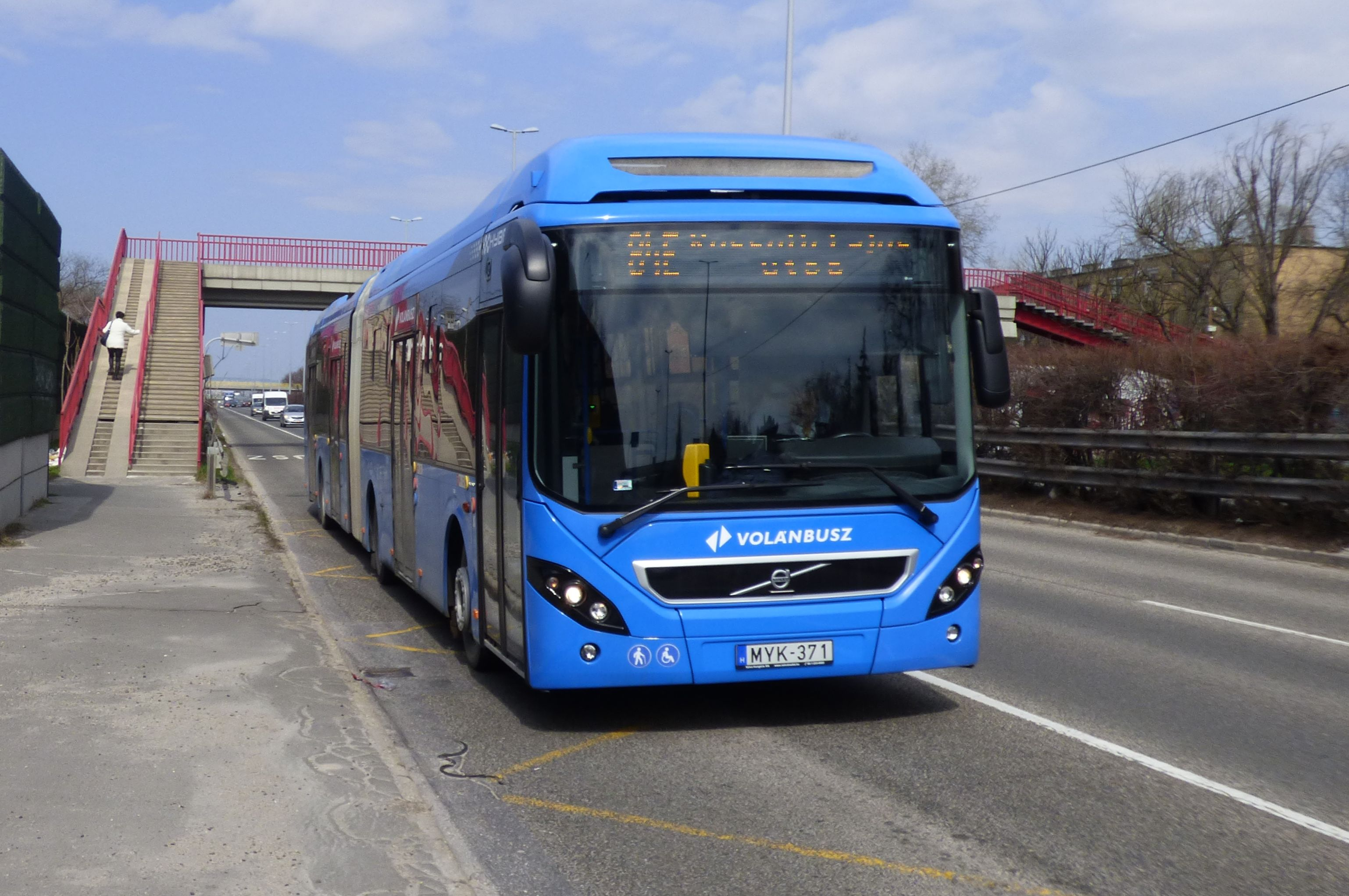
Volvo 7900A Hybrid Budapesten

Egy éves állásuk után a Volánbusz üzemeltetésében álltak újra forgalomba, az első busz 2018. április 4-én közlekedett az 55-ös vonalon.
2018-as forgalomba állásuk óta az alábbi viszonylatokon közlekednek: 55, 84E, 89E, 94E, 169E, 294E.
A hibrid hajtással rendelkező járművek 2019 őszén közlekedtek utoljára, 2 db jármű a Volvo Hungária Kft. cinkotai telephelyén tartózkodik. Egy részük már a rendszámát is elvesztette, jövőjük bizonytalan. A forgalomból kivonás oka a járművek megbízhatatlansága, valamint a járművezetők negatív tapasztalatai.
Decemberben A belgrádi "Beobus City 2015" magánfuvarozó és a Volvo közötti jogi vitát követően Beobus City megvásárolta a BKK MYK-383-asát. Belgrádban megkapta a P45214 számot és a rendszeres forgalmat az 511-es vonalon.